# De Johnsons
De Johnsons este un film de groază olandez din 1992 regizat de Rudolf van den Berg. În rolurile principale joacă actorii Monique van de Ven, Esmée de la Bretonière și Kenneth Herdigein.

## Prezentare
„8 februarie 1934. Astăzi, în cel mai mare secret, bătrânul doctor, mi-a arătat ceva uimitor: Un embrion monstruos, prins într-un cristal mare. Indienii, l-au numit Xangadix, Maestrul Nopții. Ei credeau că este sursa tuturor relelor de pe Pământ! Bătrânul doctor repeta într-una, o veche legendă:  "Când va veni ziua, semințele de Xangadix au să germineze  în pântecele unei femei, care va avea ochii, de culoarea cerului.  La sfârșitul celor nouă luni, va fi sortită să suporte toate relele, care vor avea să cuprindă lumea în întuneric, pentru totdeauna." De necrezut ! Acesta este ultimul lucru pe care Henri Vidal-Naquet, l-a spus. Două zile mai târziu, a murit.”
Victoria Lucas (Monique van de Ven) este o mamă singură care trăiește cu fiica sa adolescentă Emalee (Esmee de la Bretonière) într-un apartament. Emalee nu este un copil normal, ea născându-se prin intermediul unui tub de testare de fertilizare într-un experiment al Dr. Johnson. Doctorul nu numai că a făcut-o pe Emalee dar, în secret, a folosit de asemenea celule fertile de la Victoria pentru a face încă șapte băieți.
Când Emalee împlinește 14 ani, merge împreună cu mama ei la Biesbosch. Emalee începe să aibă coșmaruri cu aproximativ șapte bărbați.

## Actori
- Monique van de Ven ca Victoria Lucas
- Esmée de la Bretonière ca Emalee Lucas
- Kenneth Herdigein ca Profesor Keller
- Rik van Uffelen ca de Graaf
- Otto Sterman ca vader Keller
- Olga Zuiderhoek ca Angela
- Nelly Frijda ca Tante van Peter
- Miguel Stigter ca Johnson 1, Bossie
- Diederik van Nederveen ca Johnson 2, Dakkie
- Erik van Wilsum ca Johnson 3, Tellie
- Marcel Colin ca Johnson 4, Droppie
- Kees Hulst ca Jansma
- Nathan Moll ca Johnson 5, Kniffie
- Jan-Mark Wams ca Johnson 6, Koppie
- Michel Bonset ca Johnson 7, Kurkie